# Црквени устав кнеза Владимира
Црквени устав кнеза Владимира или Владимирска црквена повеља је извор црквеног права државног порекла, првобитно састављен крајем 10. - почетком 11. века. Израда Повеље приписује се кнезу Владимиру Свјатославичу. Повеља је, први пут у Русији, разграничила надлежност у споровима између световних и црквених судова, а такође је установила плаћање десетине од свих кнежевских прихода у корист цркве. Један од главних писаних извора руског права.

## Порекло
У давна времена нико није сумњао у порекло „Повеље“ кнеза Владимира. По први пут је историчар Н.М. Карамзин, због неких хронолошких недоследности у „Повељи“ (Владимир је, према „Повељи“, савременик цариградског патријарха Фотија), први негирао њену аутентичност.
Професор А. С. Павлов је изразио компромисно гледиште о пореклу „Повеље“:
Писани споменици антике могу бити аутентични у материјалном смислу, а не аутентични у формалном погледу. Односно, могу да садрже правне норме које заправо припадају оним законодавним властима којима их одређени споменик приписује, али само писмено представљање ових норми може бити дело друге руке, модерније и касније... Овај споменик (Повеља) , несумњиво, састављена из приватних и, по свој прилици, Владимирових наредби о црквеним пословима у различито време. За неке од њих, наиме оне у које се убрајају дворови и црквени људи, може се мислити да су учињене под самим Владимиром или убрзо после њега. То доказује њихов језик.
Године 1926, С. В. Јушков, проучавајући „Повељу“, дошао је до закључка који је добио признање у савременој науци:
„Основу Повеље... чини повеља о додели десетине Богородичиној цркви 995-996. године, која је почетком 11. века (пре 1011. године) ревидирана у Повељу у вези са год. оснивање епископских седишта, подела њима црквене десетине и успостављање црквене јурисдикције. Повеља је наставила да се обликује и развија у 11.–12. веку. заједно са јачањем и ширењем црквене организације. Садржао је спискове црквених судова и црквених људи. Архетипски текст који лежи у основи постојећих издања настао је средином или другој половини 12. века.”

## Састав повеље
Садржај „Повеље” кнеза Владимира може се поделити на следећа три дела: увод, утврђујући део и закључак.

### Увод
У уводу се говори о крштењу Русије и прве руске митрополије, о подизању храма од стране кнеза Владимира у име Пресвете Богородице и о утврђивању десетине на све кнежевске приходе за њено одржавање: зашто је сама црква добила је назив Десетина. У уводу се такође наводи да, према Номоканону, световне власти немају право да се мешају у духовне судове у исто време, Владимир наређује да у световним судовима морају бити присутне духовне судије да надгледају правилно плаћање десетине из судских прихода.

### Установни део
Установни део садржи списак предмета у којима су сви грађани подвргнути духовном суду, као и лица и установе које су у свим случајевима у надлежности цркве и решење о преносу трговачких мера и тегова на црквену катедру. Предмети који су, према „Повељи“, предмети црквеног суда:
- Брачна питања – развод, превара или киднаповање, односно отмица невесте (пагански брачни обичај) и питања склапања бракова у недозвољеним степенима сродства или имовине.
- Породичне и наследне ствари, и то: свађе између супружника око имовине, злостављање деце од стране родитеља и парнице међу сродницима око наслеђа.
- Случајеви злочина против вере и цркве: врачање и производња отрова, црквена крађа (крађа), пљачка мртвих, вршење паганских обреда и скрнављење храмова.
- Случајеви увреда речју и делом.
- Случајеви прељубе и неприродног разврата.
- Лица и институције које подлежу црквеном суду у случајевима било које врсте:
- Свештенство и свештенослужитељи и њихова деца која не живе одвојено од оца;
- Нека лица која не припадају црквеном свештенству, али се убрајају у црквени народ:

- Исцелитељи, будући да је њихов занат био у тесној вези са врачањем, које се у то време сматрало једном од врста паганске мудрости коју је црква прогонила, па су, да би се медицинска уметност очистила од ритуала и техника врачања, постављани лекари, под надзором црквених власти и потчињеним црквеној јурисдикцији;
- Опроштени - особе које су примиле чудесно исцељење од болести;
- Људи који су били робови, ослобођени зарад смртног часа свог власника;
- луталице, богаљи, удовице које добијају подршку од цркве;
- лица под епитимијом;
- лица која су добровољно напустила монаштво.
- установе црквеног одељења: манастири, болнице и домови.

### Закључак
Закључак, или поговор, „Повеље“ састоји се од закона које је Владимир упутио наручиоцима црквених права, дефинисаних у Повељи:
„Ако ко преступи ова правила, као што сам ја, владао је по светим оцима по правилу и први цар који је владао, ко преступи ова правила: или су моја деца кнежеви, или прадедови.”
У граду намесник, или судија, или тивун – ако се огреше о црквене судове или да их занемаре, да буду проклети у овом веку и у следећем око седмог Сабора Светих Отаца Св. Екуменски.

### Значење
Повеља је постала први нормативни акт који је одредио статус и овлашћења црквених власти у Кијевској Русији након њеног прихватања хришћанства. Црква је, поред судских овлашћења, добила под свој надзор и систем закона и мера, као и месечно издржавање у виду десетине од кнежевских прихода.